# Список птахів Республіки Конго
Це перелік видів птахів, зафіксованих на території Республіки Конго. Авіфауна Республіки Конго налічує загалом 734 види.

## Позначки
Наступні теги використані для виділення деяких категорій птахів.
- (А) Випадковий — вид, який рідко або випадково трапляється в Республіці Конго

## Гусеподібні(Anseriformes)
Родина: Качкові (Anatidae)
- Свистач білоголовий, Dendrocygna viduata
- Свистач рудий, Dendrocygna bicolor
- Стромярка, Thalassornis leuconotus
- Качка шишкодзьоба, Sarkidiornis melanotos
- Качка екваторіальна (Pteronetta hartlaubii)
- Каргарка нільська, Alopochen aegyptiacus
- Шпорокрил, Plectropterus gambensis
- Чирянка-крихітка африканська, Nettapus auritus
- Широконіска північна, Spatula clypeata
- Качка чорна, Anas sparsa (A)
- Крижень жовтодзьобий, Anas undulata
- Попелюх звичайний, Aythya ferina (A)

## Куроподібні(Galliformes)
Родина: Цесаркові (Numididae)
- Цесарка рогата, Numida meleagris
- Цесарка чорна, Agelastes niger
- Цесарка камерунська, Guttera plumifera
- Цесарка чубата, Guttera pucherani

Родина: Фазанові (Phasianidae)
- Перепілка африканська, Synoicus adansonii  (A)
- Перепілка-арлекін, Coturnix delegorguei
- Турач жовтодзьобий, Pternistis icterorhynchus
- Турач тропічний, Pternistis squamatus
- Турач рудогорлий, Pternistis afer
- Турач вохристоголовий, Campocolinus coqui
- Турач білогорлий, Campocolinus albogularis
- Турач лісовий, Peliperdix lathami
- Турач заїрський, Scleroptila finschi

## Фламінгоподібні(Phoenicopteriformes)
Родина: Фламінгові (Phoenicopteridae)
- Фламінго рожевий, Phoenicopterus roseus

## Пірникозоподібні(Podicipediformes)
Родина: Пірникозові (Podicipedidae)
- Пірникоза мала, Tachybaptus ruficollis

## Голубоподібні(Columbiformes)
Родина: Голубові (Columbidae)
- Голуб сизий, Columba livia (I)
- Голуб конголезький, Columba unicincta
- Columba iriditorques
- Голуб білощокий, Columba larvata' (A)
- Горлиця звичайна, Streptopelia turtur (A)
- Streptopelia semitorquata
- Streptopelia capicola
- Горлиця мала, Spilopelia senegalensis
- Горлиця сомалійська, Turtur chalcospilos
- Горлиця рожевочерева, Turtur afer
- Горлиця білолоба, Turtur tympanistria
- Горлиця синьоголова, Turtur brehmeri
- Горлиця капська, Oena capensis
- Вінаго африканський, Treron calvus

## Дрохвоподібні(Otidiformes)
Родина: Дрохвові (Otididae)
- Дрохва кафрська, Neotis denhami
- Корхаан білочеревий, Eupodotis senegalensis
- Дрохва чорночерева, Lissotis melanogaster

## Туракоподібні(Musophagiformes)
Родина: Туракові (Musophagidae)
- Турако блакитний, Corythaeola cristata
- Турако зеленочубий, Tauraco persa
- Турако чорнодзьобий, Tauraco schuettii
- Турако жовтодзьобий, Tauraco macrorhynchus
- Галасник сенегальський, Crinifer piscator

## Зозулеподібні(Cuculiformes)
Родина: Зозулеві (Cuculidae)
- Коукал габонський, Centropus anselli
- Коукал сенегальський, Centropus senegalensis
- Коукал ефіопський, Centropus monachus
- Коукал білобровий, Centropus superciliosus
- Коукал африканський, Centropus grillii
- Малкога жовтодзьоба, Ceuthmochares aereus
- Зозуля чубата, Clamator glandarius (A)
- Зозуля африканська, Clamator levaillantii
- Зозуля строката, Clamator jacobinus (A)
- Зозуля товстодзьоба, Pachycoccyx audeberti
- Дідрик білощокий, Chrysococcyx caprius
- Дідрик білочеревий, Chrysococcyx klaas
- Дідрик жовтогорлий, Chrysococcyx flavigularis
- Дідрик жовтогрудий, Chrysococcyx cupreus
- Зозуля-довгохвіст темна, Cercococcyx mechowi
- Зозуля-довгохвіст оливкова, Cercococcyx olivinus
- Зозуля чорна, Cuculus clamosus
- Зозуля червоновола, Cuculus solitarius
- Зозуля саванова, Cuculus gularis
- Зозуля звичайна, Cuculus canorus

## Дрімлюгоподібні(Caprimulgiformes)
Родина: Дрімлюгові (Caprimulgidae)
- Дрімлюга-прапорокрил ангольський, Caprimulgus vexillarius
- Дрімлюга-прапорокрил камерунський, Caprimulgus longipennis (A)
- Дрімлюга бурий, Veles binotatus
- Дрімлюга звичайний, Caprimulgus europaeus (A)
- Дрімлюга акацієвий, Caprimulgus rufigena (A)
- Дрімлюга рудогорлий, Caprimulgus nigriscapularis
- Дрімлюга болотяний, Caprimulgus natalensis
- Дрімлюга джунглевий, Caprimulgus batesi
- Дрімлюга польовий, Caprimulgus climacurus
- Дрімлюга габонський, Caprimulgus fossii

## Серпокрильцеподібні(Apodiformes)
Родина: Серпокрильцеві (Apodidae)
- Голкохвіст плямистоволий, Telacanthura ussheri
- Голкохвіст ітурійський, Telacanthura melanopygia
- Голкохвіст білочеревий, Rhaphidura sabini
- Голкохвіст нігерійський, Neafrapus cassini
- Серпокрилець чорний, Apus apus
- Серпокрилець бурий, Apus niansae (A)
- Серпокрилець блідий, Apus pallidus (A)
- Серпокрилець малий, Apus affinis
- Серпокрилець ефіопський, Apus horus
- Серпокрилець білогузий, Apus caffer
- Серпокрилець ліберійський, Apus batesi
- Серпокрилець пальмовий, Cypsiurus parvus

## Журавлеподібні(Gruiformes)
Родина: Sarothruridae
- Погонич білоплямистий, Sarothrura pulchra
- Погонич жовтоплямистий, Sarothrura elegans
- Погонич рудоволий, Sarothrura rufa
- Погонич довгопалий, Sarothrura lugens
- Погонич африканський, Sarothrura boehmi

Родина: Пастушкові (Rallidae)
- Пастушок африканський, Rallus caerulescens (A)
- Деркач лучний, Crex crex
- Деркач африканський, Crex egregia
- Пастушок-сіродзьоб, Canirallus oculeus
- Курочка мала, Paragallinula angulata (A)
- Курочка водяна, Gallinula chloropus
- Султанка африканська, Porphyrio alleni
- Султанка зеленоспинна, Porphyrio madagascariensis
- Пастушок червононогий, Himantornis haematopus
- Погонич буроголовий, Aenigmatolimnas marginalis (A)
- Багновик африканський, Zapornia flavirostra
- Погонич малий, Zapornia parva
- Погонич-крихітка, Zapornia pusilla

Родина: Лапчастоногові (Heliornithidae)
- Лапчастоніг африканський, Podica senegalensis

## Сивкоподібні(Charadriiformes)
Родина: Лежневі (Burhinidae)
- Лежень заїрський, Burhinus vermiculatus

Родина: Pluvianidae
- Бігунець єгипетський, Pluvianus aegyptius

Родина: Чоботарові (Recurvirostridae)
- Кулик-довгоніг чорнокрилий, Himantopus himantopus

Родина: Сивкові (Charadriidae)
- Сивка морська, Pluvialis squatarola
- Чайка вусата, Vanellus albiceps
- Чайка мала, Vanellus lugubris
- Чайка сенегальська, Vanellus senegallus (A)
- Чайка рудогруда, Vanellus superciliosus
- Пісочник каспійський, Charadrius asiaticus (A)
- Пісочник-пастух, Charadrius pecuarius
- Пісочник морський, Charadrius alexandrinus
- Пісочник великий, Charadrius hiaticula
- Пісочник малий, Charadrius dubius (A)
- Пісочник білобровий, Charadrius tricollaris (A)
- Пісочник буроголовий, Charadrius forbesi
- Пісочник білолобий, Charadrius marginatus

Родина: Мальованцеві (Rostratulidae)
- Мальованець афро-азійський, Rostratula benghalensis (A)

Родина: Яканові (Jacanidae)
- Якана африканська, Actophilornis africanus

Родина: Баранцеві (Scolopacidae)
- Кульон середній, Numenius phaeopus
- Кульон великий, Numenius arquata
- Грицик малий, Limosa lapponica
- Грицик великий, Limosa limosa
- Крем'яшник звичайний, Arenaria interpres
- Побережник ісландський, Calidris canutus
- Брижач, Calidris pugnax
- Побережник болотяний, Calidris falcinellus
- Побережник червоногрудий, Calidris ferruginea
- Побережник довгопалий, Calidris subminuta (A)
- Побережник білий, Calidris alba
- Побережник малий, Calidris minuta
- Баранець великий, Gallinago media
- Баранець звичайний, Gallinago gallinago
- Набережник палеарктичний, Actitis hypoleucos
- Коловодник лісовий, Tringa ochropus
- Коловодник чорний, Tringa erythropus (A)
- Коловодник великий, Tringa nebularia
- Коловодник ставковий, Tringa stagnatilis
- Коловодник болотяний, Tringa glareola
- Коловодник звичайний, Tringa totanus (A)

Родина: Триперсткові (Turnicidae)
- Триперстка африканська, Turnix sylvaticus
- Триперстка чорногуза, Turnix nanus

Родина: Дерихвостові (Glareolidae)
- Бігунець малий, Cursorius temminckii
- Бігунець червононогий, Rhinoptilus chalcopterus
- Дерихвіст лучний, Glareola pratincola
- Дерихвіст степовий, Glareola nordmanni (A)
- Дерихвіст скельний, Glareola nuchalis
- Дерихвіст попелястий, Glareola cinerea

Родина: Поморникові (Stercorariidae)
- Поморник середній, Stercorarius pomarinus (A)
- Поморник довгохвостий, Stercorarius longicaudus

Родина: Мартинові (Laridae)
- Мартин вилохвостий, Xema sabini
- Мартин сіроголовий, Chroicocephalus cirrocephalus
- Мартин ставковий, Leucophaeus pipixcan (A)
- Мартин чорнокрилий, Larus fuscus
- Крячок строкатий, Onychoprion fuscatus
- Крячок малий, Sternula albifrons
- Крячок намібійський, Sternula balaenarum
- Крячок каспійський, Hydroprogne caspia
- Крячок чорний, Chlidonias niger
- Крячок білокрилий, Chlidonias leucopterus
- Крячок білощокий, Chlidonias hybrida
- Крячок річковий, Sterna hirundo
- Крячок полярний, Sterna paradisaea
- Крячок африканський, Thalasseus albididorsalis
- Крячок рябодзьобий, Thalasseus sandvicensis
- Водоріз африканський, Rynchops flavirostris

## Пінгвіноподібні(Sphenisciformes)
Родина: Пінгвінові (Spheniscidae)
- Пінгвін африканський, Spheniscus demersus (A)

## Буревісникоподібні(Procellariiformes)
Родина: Океанникові (Oceanitidae)
- Океанник Вільсона, Oceanites oceanicus

Родина: Качуркові (Hydrobatidae)
- Качурка мадерійська, Hydrobates castro (A)

Родина: Буревісникові (Procellariidae)
- Буревісник гігантський, Macronectes giganteus
- Буревісник сивий, Ardenna grisea

## Лелекоподібні(Ciconiiformes)
Родина: Лелекові (Ciconiidae)
- Лелека-молюскоїд африканський, Anastomus lamelligerus
- Лелека африканський, Ciconia abdimii
- Лелека тропічний, Ciconia microscelis
- Лелека білий, Ciconia ciconia (A)
- Ябіру сенегальський, Ephippiorhynchus senegalensis
- Марабу африканський, Leptoptilos crumenifer
- Лелека-тантал африканський, Mycteria ibis

## Сулоподібні(Suliformes)
Родина: Сулові (Sulidae)
- Сула білочерева, Sula leucogaster
- Сула африканська, Morus capensis

Родина: Змієшийкові (Anhingidae)
- Змієшийка африканська, Anhinga rufa

Родина: Бакланові (Phalacrocoracidae)
- Баклан африканський, Microcarbo africanus
- Баклан великий, Phalacrocorax carbo

## Пеліканоподібні(Pelecaniformes)
Родина: Пеліканові (Pelecanidae)
- Пелікан рожевий, Pelecanus onocrotalus
- Пелікан африканський, Pelecanus rufescens

Родина: Молотоголовові (Scopidae)
- Молотоголов, Scopus umbretta

Родина: Чаплеві (Ardeidae)
- Бугайчик звичайний, Ixobrychus minutus
- Бугайчик африканський, Ixobrychus sturmii
- Бушля смугаста, Tigriornis leucolophus
- Чапля сіра, Ardea cinerea
- Чапля чорноголова, Ardea melanocephala
- Чапля-велетень, Ardea goliath
- Чапля руда, Ardea purpurea
- Чепура велика, Ardea alba
- Чепура середня, Ardea intermedia (A)
- Чепура мала, Egretta garzetta
- Чепура чорна, Egretta ardesiaca (A)
- Чапля єгипетська, Bubulcus ibis
- Чапля жовта, Ardeola ralloides
- Чапля мангрова, Butorides striata
- Квак звичайний, Nycticorax nycticorax
- Квак білобокий, Gorsachius leuconotus

Родина: Ібісові (Threskiornithidae)
- Коровайка бура, Plegadis falcinellus
- Ібіс священний, Threskiornis aethiopicus
- Ібіс зелений, Bostrychia olivacea
- Ібіс строкатошиїй, Bostrychia rara
- Гагедаш, Bostrychia hagedash
- Косар африканський, Platalea alba

## Яструбоподібні(Accipitriformes)
Родина: Секретарові (Sagittariidae)
- Птах-секретар, Sagittarius serpentarius

Родина: Скопові (Pandionidae)
- Скопа, Pandion haliaetus

Родина: Яструбові (Accipitridae)
- Шуліка чорноплечий, Elanus caeruleus
- Шуліка вилохвостий, Chelictinia riocourii
- Polyboroides typus
- Гриф пальмовий, Gypohierax angolensis
- Осоїд євразійський, Pernis apivorus
- Шуляк африканський, Aviceda cuculoides
- Terathopius ecaudatus
- Dryotriorchis spectabilis
- Circaetus beaudouini
- Circaetus pectoralis
- Шуліка-широкорот, Macheiramphus alcinus
- Орел вінценосний, Stephanoaetus coronatus
- Орел-боєць, Polemaetus bellicosus
- Орел довгочубий, Lophaetus occipitalis
- Підорлик малий, Clanga pomarina
- Орел білоголовий, Hieraaetus wahlbergi (A)
- Орел-карлик, Hieraaetus pennatus
- Hieraaetus ayresii
- Орел рудий, Aquila rapax
- Орел степовий, Aquila nipalensis (A)
- Aquila africana
- Aquila spilogaster
- Яструб-ящірколов, Kaupifalco monogrammicus
- Яструб-крикун темний, Melierax metabates (A)
- Габар, Micronisus gabar (A)
- Лунь очеретяний, Circus aeruginosus (A)
- Circus ranivorus
- Лунь лучний, Circus pygargus (A)
- Яструб заїрський, Accipiter toussenelii
- Яструб каштановобокий, Accipiter castanilius
- Яструб туркестанський, Accipiter badius
- Яструб сенегальський, Accipiter erythropus
- Яструб савановий, Accipiter minullus
- Яструб чорний, Accipiter melanoleucus
- Яструб довгохвостий, Urotriorchis macrourus
- Шуліка чорний, Milvus migrans
- Орлан-крикун, Haliaeetus vocifer
- Канюк звичайний, Buteo buteo
- Buteo auguralis

## Совоподібні(Strigiformes)
Родина: Сипухові (Tytonidae)
- Сипуха африканська, Tyto capensis
- Сипуха крапчаста, Tyto alba

Родина: Совові (Strigidae)
- Сплюшка жовтодзьоба, Otus icterorhynchus
- Сплюшка сіра, Ptilopsis leucotis
- Сплюшка південна, Ptilopsis granti
- Сова-рогань африканська, Jubula lettii
- Пугач африканський, Bubo africanus
- Пугач сірий, Bubo cinerascens
- Пугач гвінейський, Bubo poensis
- Пугач камерунський, Bubo shelleyi
- Пугач блідий, Bubo lacteus
- Пугач плямистогрудий, Bubo leucostictus
- Сова-рибоїд смугаста, Scotopelia peli
- Сова-рибоїд жовтодзьоба, Scotopelia bouvieri
- Сичик-горобець рудобокий, Glaucidium tephronotum
- Сичик-горобець білогорлий, Glaucidium sjostedti
- Сичик-горобець мозамбіцький, Glaucidium capense
- Сова-лісовик африканська, Strix woodfordii
- Сова африканська, Asio capensis

## Чепігоподібні(Coliiformes)
Родина: Чепігові (Coliidae)
- Чепіга бурокрила, Colius striatus

## Трогоноподібні(Trogoniformes)
Родина: Трогонові (Trogonidae)
- Трогон зелений, Apaloderma narina
- Трогон жовтовусий, Apaloderma aequatoriale

## Bucerotiformes
Родина: Одудові (Upupidae)
- Одуд, Upupa epops

Родина: Слотнякові (Phoeniculidae)
- Слотняк білоголовий, Phoeniculus bollei
- Слотняк рудоголовий, Phoeniculus castaneiceps
- Ірисор чорний, Rhinopomastus aterrimus

Родина: Птахи-носороги (Bucerotidae)
- Токо малий, Lophoceros camurus
- Токо синьогорлий, Lophoceros fasciatus
- Токо плямистодзьобий, Lophoceros nasutus
- Токо білочубий, Horizocerus albocristatus
- Токо чорний, Horizocerus hartlaubi
- Калао чорношоломний, Ceratogymna atrata
- Калао сірощокий, Bycanistes subcylindricus
- Калао екваторіальний, Bycanistes albotibialis
- Калао сенегальський, Bycanistes fistulator

## Сиворакшоподібні(Coraciiformes)
Родина: Рибалочкові (Alcedinidae)
- Рибалочка бірюзовий, Alcedo quadribrachys
- Рибалочка діадемовий, Corythornis cristatus
- Рибалочка білочеревий, Corythornis leucogaster
- Рибалочка-крихітка синьоголовий, Ispidina picta
- Рибалочка-крихітка африканський, Ispidina lecontei
- Альціон каштановий, Halcyon badia
- Альціон сіроголовий, Halcyon leucocephala
- Альціон сенегальський, Halcyon senegalensis
- Альціон блакитний, Halcyon malimbica
- Альціон буроголовий, Halcyon albiventris
- Альціон малий, Halcyon chelicuti
- Рибалочка-чубань африканський, Megaceryle maximus
- Рибалочка строкатий, Ceryle rudis

Родина: Бджолоїдкові (Meropidae)
- Бджолоїдка чорна, Merops gularis
- Бджолоїдка сапфірова, Merops muelleri
- Бджолоїдка білолоба, Merops bullockoides
- Бджолоїдка карликова, Merops pusillus
- Бджолоїдка синьовола, Merops variegatus
- Бджолоїдка чорноголова, Merops breweri
- Бджолоїдка білогорла, Merops albicollis
- Бджолоїдка зелена, Merops persicus
- Бджолоїдка звичайна, Merops apiaster
- Бджолоїдка рожевогруда, Merops malimbicus

Родина: Сиворакшові (Coraciidae)
- Сиворакша євразійська, Coracias garrulus
- Сиворакша рожевовола, Coracias caudatus
- Широкорот африканський, Eurystomus glaucurus
- Широкорот блакитногорлий, Eurystomus gularis

## Дятлоподібні(Piciformes)
Родина: Лібійні (Lybiidae)
- Барбудо жовтодзьобий, Trachyphonus purpuratus
- Барбікан сіроголовий, Gymnobucco bonapartei
- Барбікан заїрський, Gymnobucco sladeni (A)
- Барбікан світлодзьобий, Gymnobucco peli
- Барбікан лисий, Gymnobucco calvus
- Барбіон плямистий, Pogoniulus scolopaceus
- Барбіон червоногузий, Pogoniulus atroflavus
- Барбіон жовтогорлий, Pogoniulus subsulphureus
- Барбіон золотогузий, Pogoniulus bilineatus
- Барбіон жовтолобий, Pogoniulus chrysoconus (A)
- Барбіон червоноголовий, Buccanodon duchaillui
- Лібія-зубодзьоб велика, Tricholaema hirsuta
- Лібія-зубодзьоб плямистовола, Tricholaema frontata (A)
- Лібія рожевочерева, Lybius minor
- Лібія червона, Lybius bidentatus

Родина: Воскоїдові (Indicatoridae)
- Ковтач карликовий, Prodotiscus insignis
- Ковтач оливковий, Melignomon zenkeri
- Воскоїд гвінейський, Indicator willcocksi
- Воскоїд крихітний, Indicator exilis
- Воскоїд товстодзьобий, Indicator conirostris
- Воскоїд малий, Indicator minor
- Воскоїд строкатоволий, Indicator maculatus
- Воскоїд великий, Indicator indicator
- Воскоїд лірохвостий, Melichneutes robustus

Родина: Дятлові (Picidae)
- Крутиголовка африканська, Jynx ruficollis
- Добаш африканський, Verreauxia africana
- Дятел габонський, Dendropicos gabonensis
- Дятел камерунський, Dendropicos elliotii
- Chloropicus poecilolaemus
- Дятел сірощокий, Dendropicos fuscescens
- Дятел строкатогрудий, Chloropicus xantholophus
- Дятел сірошиїй, Dendropicos goertae
- Дятлик бурощокий, Pardipicus caroli
- Дятлик термітовий, Pardipicus nivosus
- Дятлик чорнохвостий, Campethera maculosa
- Дятлик золотохвостий, Campethera abingoni

## Соколоподібні(Falconiformes)
Родина: Соколові (Falconidae)
- Боривітер степовий, Falco naumanni
- Боривітер звичайний, Falco tinnunculus
- Боривітер савановий, Falco rupicolus
- Боривітер сірий, Falco ardosiaceus
- Кібчик червононогий, Falco vespertinus
- Підсоколик Елеонори, Falco eleonorae
- Підсоколик великий, Falco subbuteo (A)
- Підсоколик африканський, Falco cuvierii'
- Ланер, Falco biarmicus (A)
- Сапсан, Falco peregrinus

## Папугоподібні(Psittaciformes)
Родина: Psittaculidae
- Нерозлучник ліберійський, Agapornis swinderniana
- Нерозлучник гвінейський, Agapornis pullarius

Родина: Папугові (Psittacidae)
- Жако, Psittacus erithacus
- Папуга-довгокрил червонолобий, Poicephalus gulielmi

## Горобцеподібні(Passeriformes)
Родина: Смарагдорогодзьобові (Calyptomenidae)
- Широкодзьоб чорноголовий, Smithornis capensis
- Широкодзьоб сіроголовий, Smithornis sharpei
- Широкодзьоб рудобокий, Smithornis rufolateralis

Родина: Пітові (Pittidae)
- Піта ангольська, Pitta angolensis
- Піта зеленовола, Pitta reichenowi

Родина: Личинкоїдові (Campephagidae)
- Личинкоїд жовточеревий, Lobotos oriolinus
- Личинкоїд західний, Campephaga petiti
- Личинкоїд червоноплечий, Campephaga phoenicea
- Личинкоїд пурпуровий, Campephaga quiscalina
- Шикачик синій, Cyanograucalus azureus

Родина: Вивільгові (Oriolidae)
- Вивільга звичайна, Oriolus oriolus (A)
- Вивільга золота, Oriolus auratus
- Вивільга світлокрила, Oriolus brachyrhynchus
- Вивільга чорнокрила, Oriolus nigripennis

Родина: Прирітникові (Platysteiridae)
- Прирітник рубіновобровий, Platysteira cyanea
- Прирітка білошия, Platysteira castanea
- Прирітка рогоока, Platysteira tonsa
- Прирітка жовточерева, Platysteira concreta
- Приріт білобокий, Batis molitor
- Приріт західний, Batis erlangeri
- Приріт західноафриканський, Batis occulta
- Приріт конголезький, Batis minulla

Родина: Вангові (Vangidae)
- Багадаїс рудочеревий, Prionops rufiventris
- Приріт великий, Megabyas flammulatus
- Приріт чубатий, Bias musicus

Родина: Гладіаторові (Malaconotidae)
- Брубру, Nilaus afer
- Кубла північна, Dryoscopus gambensis
- Кубла червоноока, Dryoscopus senegalensis
- Кубла сіра, Dryoscopus angolensis
- Кубла товстодзьоба, Dryoscopus sabini
- Чагра чорноголова, Bocagia minuta
- Чагра велика, Tchagra senegalus
- Чагра буроголова, Tchagra australis
- Гонолек масковий, Laniarius luehderi
- Гонолек двобарвний, Laniarius bicolor
- Гонолек екваторіальний, Laniarius leucorhynchus
- Вюргер білобровий, Telophorus bocagei
- Вюргер золотистий, Chlorophoneus sulfureopectus
- Вюргер різнобарвний, Chlorophoneus multicolor
- Вюргер зелений, Telophorus viridis
- Гладіатор червоногрудий, Malaconotus cruentus

Родина: Дронгові (Dicruridae)
- Дронго прирічний, Dicrurus sharpei
- Дронго прямохвостий, Dicrurus ludwigii
- Дронго західний, Dicrurus atripennis
- Дронго вилохвостий, Dicrurus adsimilis
- Дронго савановий, Dicrurus divaricatus
- Дронго узлісний, Dicrurus modestus

Родина: Монархові (Monarchidae)
- Монарх західний, Trochocercus nitens
- Монарх-довгохвіст іржастий, Terpsiphone rufiventer
- Монарх-довгохвіст темногрудий, Terpsiphone rufocinerea
- Монарх-довгохвіст конголезький, Terpsiphone batesi
- Монарх-довгохвіст африканський, Terpsiphone viridis

Родина: Сорокопудові (Laniidae)
- Сорокопуд терновий, Lanius collurio (A)
- Сорокопуд рудохвостий, Lanius isabellinus (A)
- Сорокопуд чорнолобий, Lanius minor
- Сорокопуд білокрилий, Lanius mackinnoni
- Lanius humeralis
- Сорокопуд міомбовий, Lanius souzae

Родина: Воронові (Corvidae)
- Крук строкатий, Corvus albus

Родина: Гологоловові (Picathartidae)
- Гологолов східний, Picathartes oreas (A)

Родина: Hyliotidae
- Оксамитник жовточеревий, Hyliota flavigaster
- Оксамитник фіолетовий, Hyliota violacea

Родина: Stenostiridae
- Ельмінія блакитна, Elminia longicauda
- Ельмінія чорноголова, Elminia nigromitrata

Родина: Синицеві (Paridae)
- Синиця білоплеча, Melaniparus guineensis
- Синиця африканська, Melaniparus leucomelas
- Синиця рудочерева, Melaniparus rufiventris
- Синиця одноколірна, Melaniparus funereus

Родина: Ремезові (Remizidae)
- Ремез золотолобий, Anthoscopus flavifrons
- Ремез сірий, Anthoscopus caroli

Родина: Жайворонкові (Alaudidae)
- Фірлюк африканський, Mirafra africana
- Фірлюк коричневий, Mirafra rufocinnamomea
- Calandrella cinerea

Родина: Nicatoridae
- Нікатор західний, Nicator chloris
- Нікатор жовтогорлий, Nicator vireo

Родина: Macrosphenidae
- Кромбек західний, Sylvietta virens
- Кромбек жовтогрудий, Sylvietta denti
- Кромбек рудоголовий, Sylvietta ruficapilla
- Очеретянка вусата, Melocichla mentalis
- Куцохвостик жовтий, Macrosphenus flavicans
- Куцохвостик оливковий, Macrosphenus concolor
- Тектонік, Graueria vittata
- Покривець, Hylia prasina
- Ремез-гилія, Pholidornis rushiae

Родина: Тамікові (Cisticolidae)
- Жовтобрюшка сіровола, Eremomela salvadorii
- Жовтобрюшка світлоброва, Eremomela icteropygialis
- Жовтобрюшка південна, Eremomela scotops
- Жовтобрюшка рудоголова, Eremomela badiceps
- Принія білогорла, Schistolais leucopogon
- Зебринка міомбова, Calamonastes undosus
- Цвіркач сіробокий, Camaroptera brevicaudata
- Camaroptera superciliaris
- Цвіркач оливковий, Camaroptera chloronota
- Нікорник сьєрра-леонський, Apalis nigriceps
- Нікорник біловусий, Apalis jacksoni
- Нікорник жовтоволий, Apalis flavida
- Нікорник білочеревий, Apalis rufogularis
- Нікорник заїрський, Apalis goslingi
- Принія африканська, Prinia subflava
- Принія зеброва, Prinia bairdii
- Жалівник рудий, Bathmocercus rufus
- Вільговець чорноголовий, Hypergerus atriceps
- Таміка рудощока, Cisticola erythrops
- Таміка співоча, Cisticola cantans
- Таміка товстодзьоба, Cisticola lateralis
- Таміка лісова, Cisticola anonymus
- Таміка ангольська, Cisticola bulliens
- Таміка іржастоголова, Cisticola chiniana
- Таміка рудохвоста, Cisticola rufilatus
- Таміка західна, Cisticola marginatus
- Таміка-товстун, Cisticola robustus
- Таміка строката, Cisticola natalensis
- Таміка писклива, Cisticola fulvicapillus
- Таміка саванова, Cisticola brachypterus
- Таміка віялохвоста, Cisticola juncidis
- Таміка рудошия, Cisticola eximius
- Таміка світлоголова, Cisticola brunnescens
- Таміка болотяна, Cisticola cinnamomeus
- Таміка карликова, Cisticola ayresii

Родина: Очеретянкові (Acrocephalidae)
- Жовтовик темноголовий, Iduna natalensis
- Берестянка звичайна, Hippolais icterina
- Очеретянка лучна, Acrocephalus schoenobaenus
- Очеретянка ставкова, Acrocephalus scirpaceus
- Очеретянка африканська, Acrocephalus baeticatus
- Очеретянка бура, Acrocephalus rufescens
- Очеретянка велика, Acrocephalus arundinaceus

Родина: Кобилочкові (Locustellidae)
- Широкохвіст африканський, Catriscus brevirostris
- Куцокрил болотяний, Bradypterus baboecala

Родина: Ластівкові (Hirundinidae)
- Попецух червоноокий, Pseudochelidon eurystomina
- Ластівка мала, Riparia paludicola (A)
- Ластівка заїрська, Riparia congica
- Ластівка берегова, Riparia riparia
- Ластівка білоброва, Neophedina cincta
- Мурівка конголезька, Phedinopsis brazzae
- Ластівка афро-азійська, Ptyonoprogne fuligula
- Ластівка сільська, Hirundo rustica
- Ластівка червоновола, Hirundo lucida
- Ластівка ефіопська, Hirundo aethiopica (A)
- Ластівка ангольська, Hirundo angolensis
- Ластівка синя, Hirundo nigrita
- Ластівка білогорла, Hirundo albigularis (A)
- Ластівка ниткохвоста, Hirundo smithii (A)
- Ластівка капська, Cecropis cucullata (A)
- Ластівка абісинська, Cecropis abyssinica
- Ластівка рудочерева, Cecropis semirufa
- Ластівка сенегальська, Cecropis senegalensis
- Ясківка червоногорла, Petrochelidon rufigula
- Ясківка червоноброва, Petrochelidon preussi
- Ясківка південна, Petrochelidon spilodera (A)
- Ясківка камерунська, Atronanus fuliginosus
- Ластівка міська, Delichon urbicum
- Жалібничка блискуча, Psalidoprocne nitens
- Жалібничка білоплеча, Psalidoprocne pristoptera
- Ластівка сірогуза, Pseudhirundo griseopyga

Родина: Бюльбюлеві (Pycnonotidae)
- Бюльбюль тонкодзьобий, Stelgidillas gracilirostris
- Бюльбюль золотистий, Calyptocichla serinus
- Бюльбюль-обручник, Neolestes torquatus
- Бюльбюль-довгодзьоб рудохвостий, Bleda syndactylus
- Бюльбюль-довгодзьоб малий, Bleda notatus
- Жовточеревець білогорлий, Chlorocichla simplex
- Жовточеревець червоноокий, Chlorocichla falkensteini
- Бюльбюль-білохвіст нігерійський, Baeopogon indicator
- Бюльбюль-білохвіст конголезький, Baeopogon clamans
- Жовточеревець сенегальський, Atimastillas flavicollis
- Бюльбюль плямистий, Ixonotus guttatus
- Бюльбюль болотяний, Thescelocichla leucopleura
- Бюльбюль-бородань рудохвостий, Criniger calurus
- Бюльбюль-бородань зелений, Criniger chloronotus
- Бюльбюль-бородань заїрський, Criniger ndussumensis
- Бюльбюль карликовий, Eurillas gracilis
- Бюльбюль-крихітка, Eurillas ansorgei
- Бюльбюль криводзьобий, Eurillas curvirostris
- Бюльбюль вусатий, Eurillas latirostris
- Бюльбюль малий, Eurillas virens
- Торо сивоголовий, Phyllastrephus scandens
- Торо малий, Phyllastrephus icterinus
- Торо великий, Phyllastrephus xavieri
- Торо білогорлий, Phyllastrephus albigularis
- Бюльбюль темноголовий, Pycnonotus barbatus

Родина: Вівчарикові (Phylloscopidae)
- Вівчарик жовтобровий, Phylloscopus sibilatrix
- Вівчарик весняний, Phylloscopus trochilus
- Вівчарик угандійський, Phylloscopus budongoensis

Родина: Erythrocercidae
- Монарх рудоголовий, Erythrocercus mccallii

Родина: Кропив'янкові (Sylviidae)
- Кропив'янка садова, Sylvia borin
- Кропив'янка сіра, Curruca communis

Родина: Окулярникові (Zosteropidae)
- Окулярник камерунський, Zosterops stenocricotus (A)
- Окулярник смарагдовий, Zosterops stuhlmanni
- Окулярник сенегальський, Zosterops senegalensis
- Окулярник лимонний, Zosterops anderssoni

Родина: Pellorneidae
- Тимелія вохриста, Illadopsis fulvescens
- Тимелія сірощока, Illadopsis rufipennis
- Тимелія широкоброва, Illadopsis cleaveri

Родина: Leiothrichidae
- Кратеропа бура, Turdoides jardineii

Родина: Ґедзеїдові (Buphagidae)
- Ґедзеїд жовтодзьобий, Buphagus africanus

Родина: Шпакові (Sturnidae)
- Шпак жовтоголовий, Creatophora cinerea (A)
- Шпак-куцохвіст аметистовий, Cinnyricinclus leucogaster
- Моріо іржастокрилий, Onychognathus fulgidus
- Шпак біловолий, Grafisia torquata (A)
- Шпак-гострохвіст лісовий, Poeoptera lugubris
- Мерл пурпуровоголовий, Hylopsar purpureiceps
- Мерл темнощокий, Lamprotornis splendidus
- Мерл пурпуровий, Lamprotornis purpureus (A)

Родина: Дроздові (Turdidae)
- Вагал рудий, Stizorhina fraseri
- Вагал рудохвостий, Neocossyphus rufus
- Вагал білохвостий, Neocossyphus poensis
- Квічаль темнощокий, Geokichla crossleyi
- Дрізд африканський, Turdus pelios

Родина: Мухоловкові (Muscicapidae)
- Мухоловка західна, Muscicapa epulata
- Мухоловка жовтонога, Muscicapa sethsmithi
- Мухоловка сіра, Muscicapa striata
- Мухоловка попеляста, Muscicapa caerulescens
- Мухоловка ліберійська, Muscicapa cassini
- Мухоловка оливкова, Muscicapa olivascens
- Мухоловка екваторіальна, Muscicapa comitata
- Мухоловка садова, Muscicapa tessmanni
- Мухарка бура, Melaenornis infuscatus
- Мухарка бліда, Melaenornis pallidus
- Мухарка білоброва, Fraseria cinerascens
- Мухарка лісова, Fraseria ocreata
- Мухоловка сіроголова, Myioparus griseigularis
- Мухоловка сива, Myioparus plumbeus
- Мухарка південна, Melaenornis pammelaina
- Алєте рудий, Alethe castanea
- Альзакола білоброва, Cercotrichas leucophrys
- Золотокіс синьоплечий, Cossypha cyanocampter
- Золотокіс білобровий, Cossypha heuglini
- Золотокіс рудоголовий, Cossypha natalensis
- Золотокіс сіроголовий, Cossypha niveicapilla
- Тирч жовтогорлий, Cichladusa ruficauda
- Червеняк білобровий, Chamaetylas poliocephala
- Колоратка лісова, Stiphrornis erythrothorax
- Акалат лісовий, Sheppardia cyornithopsis
- Мухоловка білошия, Ficedula albicollis (A)
- Saxicola rubetra
- Saxicola torquatus
- Смолярик чорний, Myrmecocichla nigra
- Смолярик конголезький, Myrmecocichla tholloni
- Кам'янка звичайна, Oenanthe oenanthe (A)
- Oenanthe familiaris

Родина: Нектаркові (Nectariniidae)
- Саїманга оливкова, Deleornis fraseri
- Саїманга сіра, Anthreptes gabonicus
- Саїманга фіолетова, Anthreptes longuemarei
- Саїманга рудобока, Anthreptes aurantius
- Саїманга мала, Anthreptes seimundi
- Саїманга зелена, Anthreptes rectirostris
- Саїманга зеленовола, Hedydipna collaris
- Нектарка нігерійська, Anabathmis reichenbachii
- Нектарик зеленоголовий, Cyanomitra verticalis
- Нектарик синьогорлий, Cyanomitra cyanolaema
- Нектарик оливковий, Cyanomitra olivacea
- Нектарець коричневий, Chalcomitra fuliginosa
- Нектарець зеленогорлий, Chalcomitra rubescens
- Нектарець аметистовий, Chalcomitra amethystina
- Маріка смарагдова, Cinnyris chloropygius
- Маріка-крихітка, Cinnyris minullus
- Маріка конголезька, Cinnyris congensis
- Маріка пурпуровосмуга, Cinnyris bifasciatus
- Маріка райдужна, Cinnyris bouvieri
- Маріка лісова, Cinnyris johannae
- Маріка-білозір, Cinnyris superbus
- Маріка різнобарвна, Cinnyris venustus
- Маріка бліда, Cinnyris batesi
- Маріка міднобарвна, Cinnyris cupreus

Родина: Ткачикові (Ploceidae)
- Малімб камерунський, Malimbus coronatus
- Малімб болотяний, Malimbus cassini
- Малімб червоний, Malimbus erythrogaster
- Малімб червоноволий, Malimbus nitens
- Малімб чубатий, Malimbus malimbicus
- Малімб червоношиїй, Malimbus rubricollis
- Ткачик чорнощокий, Ploceus nigrimentus
- Ткачик тонкодзьобий, Ploceus pelzelni
- Ткачик габонський, Ploceus subpersonatus
- Ткачик короткокрилий, Ploceus nigricollis
- Ткачик чорногорлий, Ploceus ocularis
- Ткачик шафрановий, Ploceus xanthops
- Ткачик королівський, Ploceus aurantius
- Ткачик савановий, Ploceus intermedius
- Ткачик західний, Ploceus nigerrimus
- Ткачик великий, Ploceus cucullatus
- Ткачик темний, Ploceus weynsi (A)
- Ткачик чорноголовий, Ploceus melanocephalus
- Ткачик трибарвний, Ploceus tricolor
- Ткачик чорний, Ploceus albinucha
- Ткачик лісовий, Ploceus bicolor
- Ткачик буроголовий, Ploceus insignis
- Ткачик жовтоголовий, Ploceus dorsomaculatus
- Ткачик нігерійський, Ploceus preussi
- Ткачик товстодзьобий, Ploceus superciliosus
- Квелія червоноголова, Quelea erythrops
- Квелія червонодзьоба, Quelea quelea
- Ткачик короткохвостий, Brachycope anomala
- Вайдаг чорнокрилий, Euplectes hordeaceus
- Вайдаг золотистий, Euplectes afer
- Вайдаг білокрилий, Euplectes albonotatus
- Вайдаг жовтоплечий, Euplectes macroura
- Вайдаг великий, Euplectes ardens
- Вайдаг червоноплечий, Euplectes axillaris
- Вайдаг болотяний, Euplectes hartlaubi
- Ткачик білолобий, Amblyospiza albifrons

Родина: Астрильдові (Estrildidae)
- Нігрита жовтолоба, Nigrita luteifrons
- Нігрита чорнолоба, Nigrita canicapillus
- Нігрита рудочерева, Nigrita bicolor
- Нігрита білочерева, Nigrita fusconotus
- Астрильд-мурахоїд рудощокий, Parmoptila woodhousei
- Астрильд-мурахоїд рудогрудий, Parmoptila jamesoni
- Астрильдик чорнохвостий, Nesocharis ansorgei (A)
- Астрильд зелений, Mandingoa nitidula
- Астрильд темнодзьобий, Glaucestrilda perreini
- Астрильд болотяний, Estrilda paludicola
- Астрильд золотощокий, Estrilda melpoda
- Астрильд сірий, Estrilda troglodytes
- Астрильд смугастий, Estrilda astrild
- Астрильд білочеревий, Estrilda nonnula
- Астрильд чорноголовий, Estrilda atricapilla
- Синьодзьоб заїрський, Spermophaga poliogenys
- Синьодзьоб чорноголовий, Spermophaga haematina
- Червонощок чорночеревий, Pyrenestes ostrinus
- Астрильд-метелик савановий, Uraeginthus angolensis
- Астрильд-метелик червонощокий, Uraeginthus bengalus
- Астрильд бурий, Clytospiza monteiri
- Мельба строката, Pytilia melba
- Мельба золотокрила, Pytilia afra
- Амарант червонодзьобий, Lagonosticta senegala
- Амарант масковий, Lagonosticta larvata
- Амарант червоний, Lagonosticta rubricata
- Амарант світлодзьобий, Lagonosticta landanae
- Амарант рожевий, Lagonosticta rhodopareia
- Бенгалик золотогрудий, Amandava subflava
- Луговик чорнощокий, Ortygospiza atricollis
- Луговик червонощокий, Paludipasser locustella
- Сріблодзьоб чорноволий, Spermestes cucullata
- Сріблодзьоб строкатий, Spermestes bicolor
- Сріблодзьоб великий, Spermestes fringilloides (A)

Родина: Вдовичкові (Viduidae)
- Вдовичка білочерева, Vidua macroura
- Вдовичка садова, Vidua wilsoni
- Вдовичка камерунська, Vidua camerunensis
- Вдовичка фіолетова, Vidua funerea
- Зозульчак, Anomalospiza imberbis

Родина: Горобцеві (Passeridae)
- Горобець хатній, Passer domesticus (A)
- Горобець сіроголовий, Passer griseus
- Горобець білобровий Gymnornis superciliaris

Родина: Плискові (Motacillidae)
- Плиска ефіопська, Motacilla clara
- Плиска жовта, Motacilla flava
- Плиска строката, Motacilla aguimp
- Плиска біла, Motacilla alba
- Щеврик азійський, Anthus richardi
- Щеврик рудий, Anthus cinnamomeus
- Щеврик ангольський, Anthus nyassae
- Щеврик довгодзьобий, Anthus similis
- Щеврик-велет, Anthus leucophrys
- Щеврик довгоногий, Anthus pallidiventris
- Щеврик лісовий, Anthus trivialis (A)
- Щеврик червоногрудий, Anthus cervinus (A)
- Щеврик короткохвостий, Anthus brachyurus
- Пікулик жовтогорлий, Macronyx croceus

Родина: В'юркові (Fringillidae)
- Щедрик жовтолобий, Crithagra mozambica
- Щедрик ангольський, Crithagra capistrata
- Щедрик чорногорлий, Crithagra atrogularis

Родина: Вівсянкові (Emberizidae)
- Вівсянка бурогуза, Emberiza affinis
- Вівсянка білоброва, Emberiza cabanisi
- Вівсянка жовточерева, Emberiza flaviventris
- Вівсянка бліда, Emberiza impetuani
- Вівсянка каштанова, Emberiza tahapisi